# Сербін Іван Іванович
Іван Іванович Сербін (Сербин) (12 вересня 1911 — 8 червня 1975) — радянський військовий льотчик, дивізійний комісар, генерал-майор авіації.

## Біографія
Народився в 1911 році. В авіації з 1934 року.
Учасник радянсько-фінської війни 1939—1940 років. Воював у складі 13-го винищувального авіаційного полку ВПС Балтійського флоту, був воєнкомом 3-ї ескадрильї.
З червня 1941 року на фронтах радянсько-німецької війни. Був комісаром 71-го винищувального авіаційного полку (пізніше перетворений в 10-й Гвардійський винищувальний авіаційний полк) ВПС Червонопрапорного Балтійського флоту.
У 1943 році був начальником політвідділу 61-ї винищувальної авіаційної бригади (пізніше була перетворена в 1-у Гвардійську винищувальну авіаційну дивізію).
Війну закінчив на посаді начальника політвідділу ВПС Червонопрапорного Балтійського флоту.
За деякими джерелами, виконав 158 бойових вильотів. Провівши 92 повітряних боїв, збив чотири літаки особисто і три в групі з товаришами.

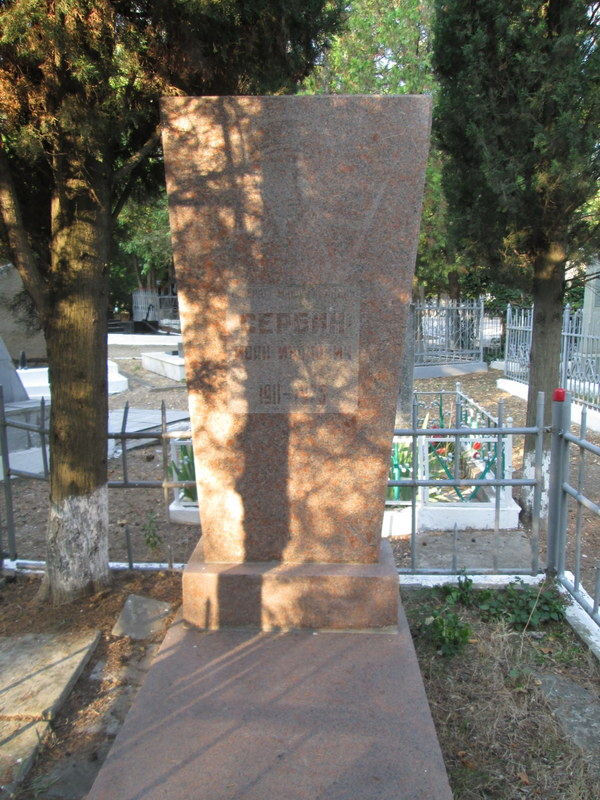
Могила Івана Сербіна

Помер 8 червня 1975 року. Похований в Севастополі на кладовищі Комунарів.

## Нагороди
Нагороджений орденом Леніна, чотирма орденами Червоного Прапора, орденом Нахімова II ступеня, орденом Червоної Зірки, медалями.